# 吉井万結
吉井 万結（よしい まゆ、1991年1月1日 - ）は、日本のフリーアナウンサー。

## 来歴
愛媛県今治市出身。今治市立今治小学校（閉校）、今治明徳中学校、愛媛県立今治西高等学校、愛媛大学教育学部卒業。
大学時代に、愛媛県の真珠大使「ミズ・オンドアー」に選ばれた。
2013年4月1日、愛媛朝日テレビにアナウンサーとして入社。
2017年11月30日、母校の愛媛大学教育学部で、『教育学部サポーター制度』の取組みの一環として学生に向けた講義を行い、「教育学部サポーター」の辞令が教育学部長より手渡された。
2018年1月7日、『パネルクイズ アタック25』の系列局女性アナウンサー大会で中国・四国チームとして山口朝日放送の清水春名とペアを組んだ。
テレビ朝日が共同で制作するドキュメンタリー番組『テレメンタリー』を、ディレクターとして作成。タイトルは「動物園が消える」。この回は、日本民間放送連盟賞の中国四国地区審査にて優秀賞を受賞した。
2021年3月26日、『スーパーJチャンネルえひめ』を卒業して、愛媛朝日テレビを退職。
愛媛朝日テレビに在籍していた2020年から、夫の仕事の都合で岡山県に住んでいる。ナレーターやリポーターを担当したり
、瀬戸内海放送・FM香川アナウンススクールで専任講師として勤めている。

## 人物

### 趣味
- バレエ、茶道の稽古[13]、愛犬の世話

### 家族
- 祖父も祖母も正月生まれ[1]。兄がいる[14]。
- 愛犬家。2019年まで愛媛朝日テレビ公式サイト内に設けられていた吉井のブログや、退社の時期に開設したInstagramに、飼い犬のダックスフントとジャック・ラッセル・テリアがたびたび登場している。

### エピソード
- 愛媛朝日テレビ在籍中は、愛媛県伊予郡砥部町にある愛媛県立とべ動物園の取材を積極的に行うなど、動物好き。「日本で一番、動物園動物に優しい報道が出来るアナウンサー」を目標として掲げていた。

## 過去の出演番組

### 愛媛朝日テレビ時代
- スーパーJチャンネルえひめ( - 2021年3月26日) - 天気コーナー担当、「すごすぎキッズ」担当、「瀬戸内グルメ天国」担当、キャスター
- らぶちゅちゅ
- ON&OFF〜えひめリーダーの素顔〜
- 交通安全ココワンTube♪
- eatニュース

### テレビ
- にこまるinfo（瀬戸内海放送、2022年）- リポーター[15]
- News Park KSB(瀬戸内海放送、2022年) - リポーター[16]
- 今治市政広報番組 i.i.imabari!（南海放送、毎週土曜日）- 不定期出演

### CM
- せとうちみなとマルシェ(2022年） - ナレーション[17]